# Castle Rock (Colorado)
Pour les articles homonymes, voir Castle Rock.
La ville de Castle Rock est le siège du comté de Douglas, situé dans le Colorado, aux États-Unis. Lors du recensement de 2010, sa population s'élève à 48 231 habitants.

## Géographie
Selon le Bureau du recensement des États-Unis, la municipalité s'étend en 2010 sur une superficie de 33,79 milles carrés (87,52 km2).

## Histoire
La ville doit son nom au rocher qui la surplombe et ressemble à un château.

## Démographie
La population de Castle Rock est estimée à 57 666 habitants au 1er juillet 2016.
| Groupe                           | Castle Pines | Colorado | États-Unis |
| -------------------------------- | ------------ | -------- | ---------- |
| Blancs                           | 91,7         | 87,5     | 76,9       |
| Métis                            | 3,2          | 3,0      | 2,6        |
| Asiatiques                       | 1,6          | 3,3      | 5,7        |
| Afro-Américains                  | 1,4          | 4,5      | 13,3       |
| Amérindiens                      | 0,4          | 1,6      | 1,3        |
|                                  |              |          |            |
| Hispaniques et Latino-Américains | 10,0         | 21,3     | 17,8       |

Le revenu par habitant était en moyenne de 38 610 dollars par an entre 2012 et 2016, supérieur à la moyenne du Colorado (33 230 dollars) et à la moyenne nationale (29 829 dollars). Sur cette même période, 4,6 % des habitants de Castle Rock vivaient sous le seuil de pauvreté (contre 11,0 % dans l'État et 12,7 % à l'échelle des États-Unis).
| 1880 | 1890 | 1900 | 1910 | 1920 | 1930 |
| ---- | ---- | ---- | ---- | ---- | ---- |
| 88   | 315  | 304  | 365  | 461  | 478  |

| 1940 | 1950 | 1960  | 1970  | 1980  | 1990  |
| ---- | ---- | ----- | ----- | ----- | ----- |
| 580  | 741  | 1 152 | 1 531 | 3 921 | 8 708 |

| 2000   | 2010   | - | - | - | - |
| ------ | ------ | - | - | - | - |
| 20 224 | 48 231 | - | - | - | - |

## Économie
Castle Rock a accueilli Riot Blockchain, une société qui se présente comme la première aux États-Unis pour le minage pour la blockchain de Bitcoin (cotée au Nasdaq).